# TaxSlayer Bowl 2015
Match précédent Match suivant
Le TaxSalayer Bowl 2015 est un match de football américain de niveau universitaire joué après la saison régulière de 2014, le 2 janvier 2015 au EverBank Field à Jacksonville, Floride aux États-Unis.
Il s'agissait de la 70e édition du TaxSlayer Bowl dont le nom originel est le Gator Bowl.
Le match a mis en présence l'équipe de Tennessee Volunteers issue de la Southeastern Conference et d'Iowa Hawkeyes issue de la Big Ten Conference.
Il a débuté à 03:20 pm (heure locale) et a été retransmis en télévision sur ESPN.
Sponsorisé par la société TaxSlayer.com spécialisée dans la confection de logiciels fiscaux, le match fut officiellement dénommé le TaxSlayer Bowl.
Les Tennessee Volunteers gagne le match sur le score de 45 à 28.

## Présentation du match
| Équipes                                                                                        | Conférences | Entraîneurs  | Stats. saison rég. |
| ---------------------------------------------------------------------------------------------- | ----------- | ------------ | ------------------ |
| Volunteers du Tennessee                                                                        | SEC         | Butch Jones  | 6-6                |
| Hawkeyes de l'Iowa                                                                             | Big Ten     | Kirk Ferentz | 7-5                |
| Arbitre : Mike Mothershed Équipe donnée favorite par les bookmakers : Tennessee (3,5 contre 1) |             |              |                    |

Le match a mis en présence l'équipe des Volunteers du Tennessee issue de la SEC et des Hawkeyes de l'Iowa issue de la Big Ten.
Il s'agit de la 3e rencontre entre ces deux équipes et les équipes ont 1 victoire chacune.
La première a eu lieu en 1982 lors du Peach Bowl 1982 (victoire d'Iowa 28 à 22) et la seconde en 1987 en saison régulière (victoire de Tennessee 23 à 22).

### Volunteers du Tennessee
Avec un bilan global en saison régulière de 6 victoires et 6 défaites, Tennessee Volunteers est éligible et accepte l'invitation pour participer au Taxlayer Bowl de 2015.
Ils terminent 4e de la Eastern Division de la SEC derrière #14 Missouri, #9 Georgia et Florida, avec un bilan en division de 4 victoires et 4 défaites.
À l'issue de la saison 2014 (bowl compris), ils ne seront classés aux divers classements CFP/AP/Coaches.
Il s'agit de leur 6e participation au TaxSlayer Bowl :
- le 28 décembre 1957, victoire 3 à 0 contre Texas A&M Aggies
- le 31 décembre 1966, victoire 18 à 12 contre Syracuse Orangemen
- le 27 décembre 1969, défaite 14 à 13 contre Florida Gators
- le 29 décembre 1973, défaite 28 à 19 contre Texas Tech Red Raiders
- le 30 décembre 1994, victoire 45 à 23 contre Virginia Tech Hokies

### Hawkeyes de l'Iowa
Avec un bilan global en saison régulière de 7 victoires et 5 défaites, Iowa Hawkeyes est éligible et accepte l'invitation pour participer au TaxSlayer Bowl de 2015.
Ils terminent 4e de la Western Division de la Big Ten Conference derrière #13 Wisconsin, Minnesota et Nebraska, avec un bilan en division de 4 victoires et 4 défaites.
À l'issue de la saison 2014 (bowl compris), ils ne seront classés aux divers classements CFP/AP/Coaches.
Il s'agit de leur 1er participation au TaxSlayer Bowl.

## Résumé du match
Début du match à 03:20 pm (heure locale), fin à 06:40 pm (heure locale) pour une durée totale de 02:25 heures.
Température de 17 °C, vent du nord de 10 km/h, ciel nuageux.
| ÉVOLUTION DU SCORE du TaxSlayer Bowl 2015 |                              |                              |                              |                              |                              | |       |       |
| QT                                        | Temps                        | Drive                        | Drive                        | Drive                        | Équipe                       | Description de l'action | Score | Score |
|                                           |                              | Jeux                         | Yards                        | TDP                          |                              | | TENN  | IOWA  |
| 1                                         | 09:27                        | 9                            | 80                           | 03:28                        | TENN                         | TD à la suite d'une course de 3 yards par RB Jalen Hurd + 1 point de conversion par kicker Aaron Medley                                                          | 7     | 0     |
| 1                                         | 02:54                        | 5                            | 67                           | 01:41                        | TENN                         | TD à la suite d'une course de 29 yards par RB Jalen Hurd + 1 point de conversion par kicker Aaron Medley                                                         | 14    | 0     |
| 1                                         | 01:31                        | 1                            | 49                           | 00:13                        | TENN                         | TD de 49 yards à la suite d'une réception par WR Vic Wharton d'une passe de RB Marlin Lane + 1 point de conversion par kicker Aaron Medley                       | 21    | 0     |
| 2                                         | 12:02                        | 8                            | 62                           | 03:23                        | TENN                         | TD à la suite d'une course de 8 yards par QB Joshua Dobbs + 1 point de conversion par kicker Aaron Medley                                                        | 28    | 0     |
| 2                                         | 03:43                        | 9                            | 71                           | 04:30                        | IOWA                         | TD à la suite d'une course de 3 yards par RB Mark Weisman + 1 point de conversion par kicker Marshall Koehn                                                      | 28    | 7     |
| 2                                         | 00:21                        | 9                            | 75                           | 03:22                        | TENN                         | TD de 19 yards à la suite d'une réception par WR Von Pearson d'une réception d'une passe de QB Joshua Dobbs + 1 point de conversion par kicker Aaron Medley      | 35    | 7     |
| 3                                         | 07:46                        | 9                            | 75                           | 03:13                        | TENN                         | TD à la suite d'une course de 11 yards par QB Joshua Dobbs + 1 point de conversion par kicker Aaron Medley                                                       | 42    | 7     |
| 4                                         | 14:29                        | 4                            | 46                           | 01:24                        | IOWA                         | TD à la suite d'une course de 1 yards par RB Mark Weisman + 1 point de conversion par kicker Marshall Koehn                                                      | 42    | 14    |
| 4                                         | 08:31                        | 11                           | 34                           | 05:58                        | TENN                         | FG de 28 yards par kicker Aaron Medley | 45    | 14    |
| 4                                         | 03:30                        | 6                            | 80                           | 02:13                        | IOWA                         | TD de 31 yards à la suite d'une réception par TE Ray Hamilton d'une passe de QB C.J. Beathard + 1 point de conversion par kicker Marshall Koehn                  | 45    | 21    |
| 4                                         | 00:20                        | 4                            | 75                           | 01:02                        | IOWA                         | TD de 18 yards à la suite d'ne réception par WR Matt VandeBerg d'une réception d'une passe de QB C.J. Beathard + 1 point de conversion par kicker Marshall Koehn | 45    | 28    |
| "TDP" = temps de possession.              | "TDP" = temps de possession. | "TDP" = temps de possession. | "TDP" = temps de possession. | "TDP" = temps de possession. | "TDP" = temps de possession. | "TDP" = temps de possession. | 45    | 28    |

## Statistiques
| Statistiques par Équipes               | Statistiques par Équipes | Statistiques par Équipes |
| Statistiques                           | TENN                     | IOWA                     |
| -------------------------------------- | ------------------------ | ------------------------ |
| 1er downs                              | 27                       | 23                       |
| Conversion de 3e Down                  | 5/12                     | 3/11                     |
| Conversion de 4e Down                  | 0/1                      | 0/1                      |
| Jeux–yards                             | 73 jeux pour 461 yards   | 66 jeux pour 421 yards   |
| Yards à la course                      | 283                      | 244                      |
| Yards à la passe                       | 178                      | 177                      |
| Passes : Réussies-Tentées-Interceptées | 17/22 - 1 Int.           | 15/31, 1 Int.            |
| Réussite en zone rouge/chances         | 5/5                      | 3/4                      |
| TD                                     | 6                        | 3                        |
| Field Goals                            | 1                        | 0                        |
| Sacks (Nombre-Yards perdus)            | 0 (0 yards)              | 1 (3 yards de perdus)    |
| Fumbles (Nombre/Perdus)                | 0/0                      | 1/1                      |
| Pénalités (Nombre/Yards perdus)        | 4 (55 yards)             | 4 (37 yards)             |
| Temps de possession                    | 32:08                    | 27:52                    |

| Meilleur Joueur (MVP) | Meilleur Joueur (MVP) | Meilleur Joueur (MVP) |
| --------------------- | --------------------- | --------------------- |
| Nom                   | Équipe                | Poste                 |
| Joshua Dobbs          | Tennessee             | QB                    |

| Statistiques Individuelles | Statistiques Individuelles | Statistiques Individuelles                  |
| -------------------------- | -------------------------- | ------------------------------------------- |
| Quaterbacks                |                            |                                             |
| TENN                       | Dobbs, J.                  | 16/21, 1 Int., 129 yards, 1 TD, 1 sack subi |
| IOWA                       | Beathard, C.J.             | 13/23, 1 Int., 145 yards, 2 TDs             |
| Meilleurs Coureurs         |                            |                                             |
| TENN                       | Hurd, J.                   | 16 courses, 122 yards, 2 TDs                |
| IOWA                       | Canzeri, Jordan            | 12 courses, 122 yards                       |
| Meilleurs Receveurs        |                            |                                             |
| TENN                       | Pearson, V.                | 7 Réc., 75 yards, 1 TD                      |
| IOWA                       | Hamilton, Ray              | 3 Réc., 51 yards, 1 TD                      |
| Meilleurs Tackleurs        |                            |                                             |
| TENN                       | Reeves-Maybin              | 5 tackles, 8 assistes                       |
| IOWA                       | Jewell, Josey              | 7 tackles, 7 assistes                       |